# Awn Al-Saluli
Awn Al-Saluli (ar. عون السلولي البيشي; ur. 2 września 1998) – saudyjski piłkarz, występujący na pozycji obrońcy w saudyjskim klubie Al-Taawoun FC oraz w reprezentacji Arabii Saudyjskiej. Uczestnik Pucharu Azji 2023.

## Statystyki

### Klubowe
Na podstawie:
| Klub            | Sezonów | Liga                      | Liga  | Liga   | Puchar krajowy | Puchar krajowy | Kontynentalne | Kontynentalne | Suma  | Suma   |
| Klub            | Sezonów | Liga                      | Mecze | Bramki | Mecze          | Bramki         | Mecze         | Bramki        | Mecze | Bramki |
| --------------- | ------- | ------------------------- | ----- | ------ | -------------- | -------------- | ------------- | ------------- | ----- | ------ |
| Al-Ittihad Club | 2       | Saudi Professional League | 6     | 0      | 0              | 0              | 0             | 0             | 6     | 0      |
| Al-Fayha FC     | 1       | Saudi Professional League | 1     | 0      | 0              | 0              | –             | –             | 1     | 0      |
| Al-Nahda        | 1       | First Division League     | 12    | 2      | 0              | 0              | –             | –             | 12    | 2      |
| Al-Taawoun FC   | 3       | Saudi Professional League | 43    | 0      | 4              | 0              | 1             | 0             | 48    | 0      |
|                 | Łącznie | Łącznie                   | 62    | 2      | 4              | 0              | 1             | 0             | 67    | 2      |

### Reprezentacyjne
Na podstawie:
| Mecze i gole w reprezentacji | Mecze i gole w reprezentacji | Mecze i gole w reprezentacji | Mecze i gole w reprezentacji | Mecze i gole w reprezentacji | Mecze i gole w reprezentacji | Mecze i gole w reprezentacji | Mecze i gole w reprezentacji | Mecze i gole w reprezentacji |
| Lp.                          | Data                         | Miasto                       | Przeciwnik                   | Wynik                        | Czas                         | Gole                         | Inne                         | Rozgrywki                    |
| ---------------------------- | ---------------------------- | ---------------------------- | ---------------------------- | ---------------------------- | ---------------------------- | ---------------------------- | ---------------------------- | ---------------------------- |
| 1.                           | 16.11.2023                   | Al-Hufuf                     | Pakistan                     | 4:0 (1:0)                    | 1'–90'                       |                              |                              | Eliminacje MŚ 2026           |
| 2.                           | 21.11.2023                   | Amman                        | Jordania                     | 2:0 (2:0)                    | 1'–90'                       |                              |                              | Eliminacje MŚ 2026           |
| 3.                           | 15.05.2018                   | Ar-Rajjan                    | Tajlandia                    | 0:0 (0:0)                    | 1'–90'                       |                              |                              | Puchar Azji 2023             |
| 4.                           | 13.10.2023                   | Ar-Rajjan                    | Korea Południowa             | 1:1 (k. 2:4)                 | 105'–120'                    |                              |                              | Puchar Azji 2023             |

## Sukcesy
Na podstawie:
Brak ważniejszych sukcesów.